# Cicurina kimyongkii
Cicurina kimyongkii là một loài nhện trong họ Dictynidae.
Loài này thuộc chi Cicurina. Cicurina kimyongkii được Kap Yong Paik miêu tả năm 1970.